# Bataille de Dinant (1940)
Pour les articles homonymes, voir Bataille de Dinant.
Seconde Guerre mondiale,
Bataille de France
Batailles
- Drôle de guerre
- Évacuation des civils de la ligne Maginot
- Mobilisation
- Offensive de la Sarre
- Baie de Heligoland
- Incident de Mechelen
- Plan Jaune
- Plan Dyle
- Luxembourg
- Ében-Émael
- Hannut

- Sedan
- Dinant
- Monthermé
- Givet
- La Horgne
- Gembloux
- Flavion
- Louvain
- Charleroi

- Stonne
- Montcornet
- La Sambre
- Arras

- L'Escaut
- Amiens
- La Lys
- Massacre de Vinkt
- Boulogne-sur-Mer
- Calais
- Poche de Lille
- Massacre du Paradis
- Abbeville
- Dunkerque
- Capitulation belge

- L'Aisne
- L'Ailette
- Opération Paula
- l’Exode
- Pont-de-l'Arche
- Opération Cycle
- Opération Ariel

- Les Alpes
- Vallon du Seuil
- Bombardement de Toulon
- Opération Vado
- La Loire
- Saumur
- La vallée du Rhône
- Bombardements de Marseille
- Menton (Pont-Saint-Louis)
- Combats aériens en Suisse
- Armistice du 22 juin

La bataille de Dinant est livrée du 12 au 15 mai 1940 pour le franchissement par les unités blindées allemandes de la Meuse dans le secteur de Dinant et de ses environs en Belgique, face aux Français, lors de la bataille de France.
Les Allemands réussissent à établir une tête de pont et, repoussant les renforts blindés français à la bataille de Flavion, poursuivent leur progression vers l'ouest. Concurremment avec les autres franchissements de la Meuse (à Sedan, Monthermé, Givet…), une brèche est ouverte le 15 mai dans le front français, large de Namur jusqu'à l'extrémité Est de la Ligne Maginot.
Les unités de chars allemands engagées dans cette bataille doivent couvrir le flanc nord de celles effectuant la percée de Sedan qui a lieu simultanément et qui représente l'axe principal de l'offensive allemande, la percée à Dinant était donc moins importante mais contribua ainsi à l'encerclement des armées alliées en Belgique et dans le nord de la France qui est effectif une semaine plus tard.

## Contexte historique
Au printemps 1940, le Troisième Reich se prépare à démarrer sa grande offensive à l'ouest, sur les Pays-Bas, le Luxembourg, la Belgique et la France.
Les Allemands ont prévu d'appliquer le plan jaune : leur groupe d'armées B attaquera les Pays-Bas et avancera dans la plaine belge, y attirant ainsi l'aile marchante des Franco-Britanniques qui eux suivront le plan Dyle-Bréda prévu dans le cas d'une telle offensive allemande dans les pays neutres. 
Dans le même temps, le groupe d'armées A allemand lancera l'attaque principale, à travers les Ardennes avec en premier échelon ses formations de chars : la Panzergruppe von Kleist qui a la mission essentielle, percer le front français sur la Meuse (surtout à Sedan mais également à Monthermé) pour atteindre la Manche, au cours de sa progression son flanc nord devra être assuré par la Gruppe Hoth qui aura à percer le front sur la Meuse au niveau de Dinant. 
C'est en effet sur le cours de la Meuse compris entre Namur et le confluent avec la Chiers (un peu à l'est de Sedan) que le plan Dyle prévoit d'établir le front défensif. Dinant et ses alentours vont ainsi à nouveau être le théâtre de combats après ceux subit en 1914 lors de la Première Guerre mondiale.

## Objectif Dinant

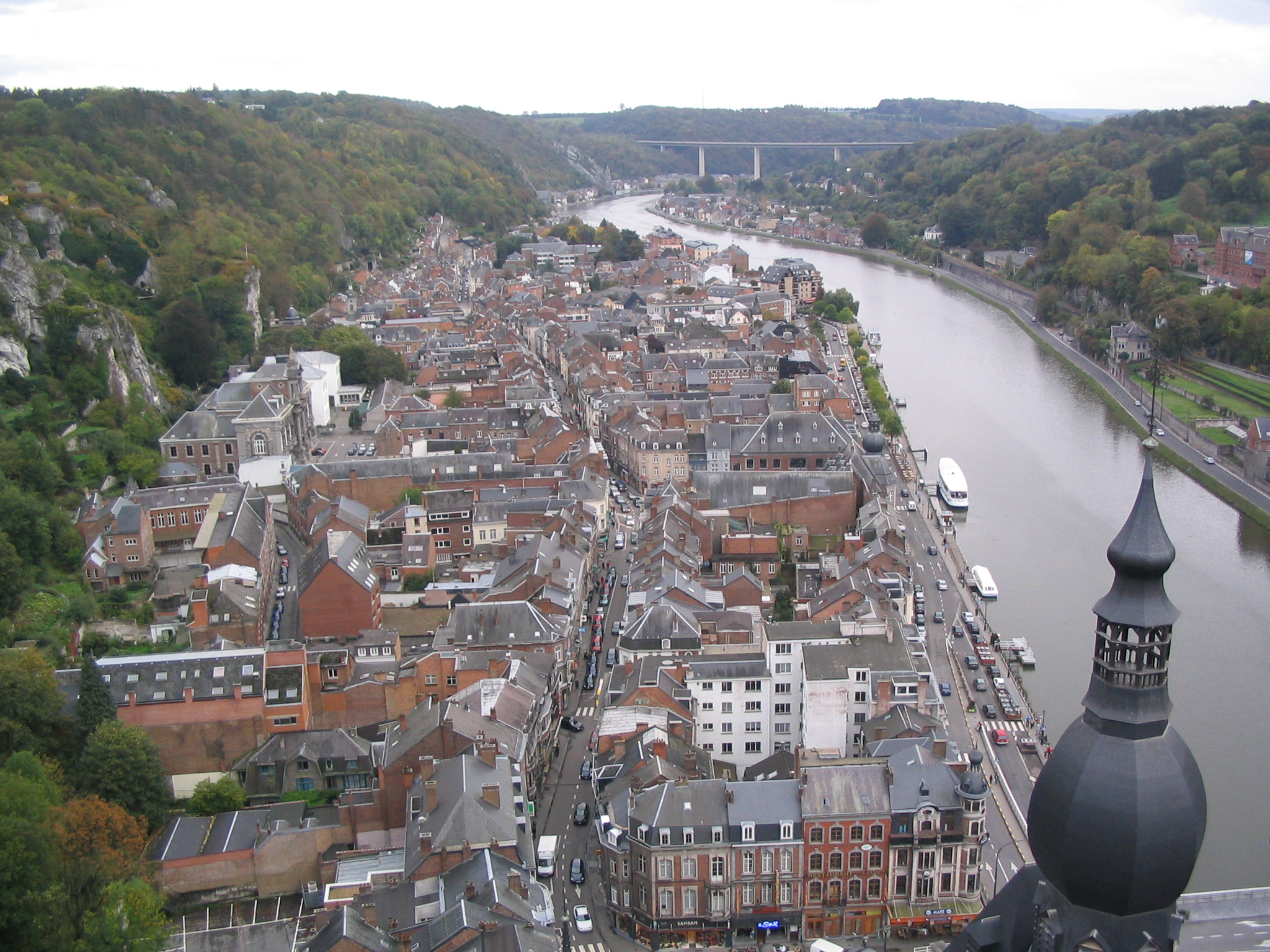
Vue de la ville et de la Meuse depuis la citadelle de Dinant.

C'est l'aile gauche de la IXe armée française, constituée des 11e corps d'armée (11e CA) et 2e CA qui doivent se porter sur la partie belge de la Meuse à défendre. Du nord au sud : le 2e CA entre Namur (liaison avec la 1re armée française) et l'île de Houx, au nord de Dinant, avec son unique division, la 5e division d'infanterie motorisée, puis le 11e CA occupe la Meuse depuis cette île, d'abord avec sa 18e division d'infanterie (18e DI) puis avec la 22e DI jusqu'au sud de Givet en France (celle dernière division n'est pas concernée par la bataille de Dinant mais par celle de Givet).
Le terrain est nettement favorable aux défenseurs. Le général Hoth, commandant le groupement éponyme, pour réussir son attaque, espère donc être sur la Meuse avant que les Français n'aient pu se mettre en place, c'est-à-dire faire traverser à ses troupes motorisées les 115 km depuis la frontière allemande en moins de temps que les défenseurs ne fassent les 90 km depuis leurs zones de départ en France.
Les deux divisions d'infanterie du 11e CA sont hippomobiles, tandis que la division du 2e CA, malgré sa dénomination, n'est en réalité que partiellement motorisée, son infanterie se déplaçant à pied. Les Français sont conscients de risquer d'arriver après les Allemands, même s'ils ne pensent pas que l'attaque principale aura lieu sur la Meuse. Pour éviter cela, ils prévoient que 5 divisions légères de cavalerie (essentiellement) soient envoyés dans les Ardennes (dès l'appel à l'aide de la Belgique) pour ralentir et jalonner l'avance allemande. Dans le secteur de la 9e armée, face au corps de Hoth, il s'agit des 1re division légère de cavalerie (1re DLC) et 4e DLC.

## Ordre de bataille

### Forces alliées
9e armée (général André Georges Corap)
- 1re division légère de cavalerie (1re DLC, général d'Arras)
  - 2e brigade de cavalerie (général d'Humières)
    - 1er régiment de chasseurs à cheval (colonel d'Amonville)
    - 19e régiment de dragons (lieutenant-colonel Challan-Belval)

  - 11e brigade légère mécanique (général Moulin)
    - 1er régiment d'automitrailleuses (lieutenant colonel de Lannurien)
    - 5e régiment de dragons portés (lieutenant-colonel Durand de Villers)
    - 75e régiment d'artillerie (lieutenant-colonel Emond)

- 4e division légère de cavalerie (4e DLC, général Barbe)
  - 4e brigade de cavalerie (colonel Marteau)
    - 8e régiment de dragons (colonel Cuny)
    - 31e régiment de dragons portés (colonel Rey)

  - 14e brigade légère mécanique (colonel du Temps)
    - {4e régiment d'automitrailleuses (lieutenant colonel Grévy)
    - 14e régiment de dragons portés (chef de bataillon Pommarès)
    - 77e régiment d'artillerie (lieutenant-colonel Baratchart)

- 4e division d'infanterie nord-Africaine (général Sancelme)
  - Infanterie (colonel Bernard)
    - 23e régiment de tirailleurs algériens (colonel Magnin)
    - 25e régiment de tirailleurs algériens (colonel Eigenscheck)
    - 13e régiment de zouaves (lieutenant-colonel Pothuau)

  - Artillerie (colonel Chausdessole)
    - 33e régiment d'artillerie nord africaine (lieutenant-colonel Siviende)
    - 233e régiment d'artillerie nord africaine (lieutenant-colonel Bonnot)

  - 94e groupe de reconnaissance de division d'infanterie (colonel Préaud)

- 53e division d'infanterie (ne participe pas à cette bataille)

- IIe corps d'armée (2e CA, général Bouffet)
  - 5e division d'infanterie motorisée (5e DIM, général Boucher)
    - Infanterie (général Dunoyer)
      - 8e régiment d'infanterie (ne participe pas à cette bataille)
      - 39e régiment d'infanterie (colonel Dugenet)
      - 129e régiment d'infanterie (colonel Taschet des Combes)

    - Artillerie (colonel Chausdessole)
      - 11e régiment d'artillerie divisionnaire (lieutenant-colonel Maillard)
      - 211e régiment d'artillerie lourde divisionnaire (lieutenant-colonel Duhil de Benazé)

    - 1er groupe de reconnaissance de division d'infanterie (colonel Préaud)

- XIe corps d'armée (11e CA, général Martin)
  - 18e division d'infanterie (18e DI, général Duffet)
    - Infanterie (colonel Pollet de Saint Ferjeux)
      - 66e régiment d'infanterie (lieutenant-colonel Boby)
      - 77e régiment d'infanterie (colonel Mazoyer)
      - 125e régiment d'infanterie (lieutenant-colonel Tauréo)

    - Artillerie (colonel Allard)
      - 19e régiment d'artillerie divisionnaire (colonel Benedetti)
      - 219e régiment d'artillerie lourde divisionnaire (colonel Meaux)

    - 24e groupe de reconnaissance de division d'infanterie (lieutenant-colonel d'Orth)

  - 22e division d'infanterie (ne participe pas à cette bataille)

- XLIe corps d'armée (ne participe pas à cette bataille)

 éléments des chasseurs ardennais. Un certain nombre de soldats belges stationne également dans la ville, dont des soldats du génie (31e bataillon du génie).

### Forces allemandes
XV. Armee-Korps (Hermann Hoth)

- 5. Panzer-Division (Generalleutnant Max von Hartlieb-Walsporn)
  - Panzer-Brigade 5 (Generalmajor Haarde)
    - Panzer-Regiment 15 (Oberst Streich)
    - Panzer-Regiment 31 (Oberst Werner)

  - Schützen-Brigade 5 (Oberst Degener)
    - Schützen-Regiment 13 (Oberst Lübbe
    - Schützen-Regiment 14 (Oberst Stegmann)

  - Artillerie-Regiment 116 (Oberst Leyers)
  - Panzer-Jäger-Abteilung 53
  - Panzer-Aufklärung-Abteilung 8
  - Panzer-Pioner Bataillon 89

- 7. Panzer-Division (Generalleutnant Erwin Rommel)
  - Panzer-Regiment 25 (Oberst Rothenburg)
  - Panzer-Abteilung 66
  - Schützen-Brigade 7 (Oberst Fürst)
    - Schützen-Regiment 6 (Oberst von Unger)
    - Schützen-Regiment 7 (Oberst von Bismarck)

  - Artillerie-Regiment 78 (Oberst Fröhkich)
  - Panzer-Jäger-Abteilung 42
  - Panzer-Aufklärung-Abteilung 37
  - Panzer-Pioner Bataillon 58

## Prélude
Le 11 mai, un régiment français d'artillerie de canons de 75 Modèle 1897 (308e régiment d'artillerie) est déployé à Sommière, près de Dinant. Un combat aérien oppose dans la journée un chasseur de l'Armée de l'air française et deux appareils allemands, qui sont abattus au-dessus de Sommière. À Rosée sur la route de Philippeville, la DCA française ouvre le feu contre des avions de la Luftwaffe alors que la ville est la cible de quelques bombardements. 
Les civils évacuent dans la panique en direction de Bruxelles, craignant une invasion imminente des Allemands, ce qui provoque un amas de réfugiés sur les routes belges. Marche-en-Famenne est prise le 11 mai après des combats opposant la 4e division légère de cavalerie française contre les avant-gardes blindées allemandes de la 5. Panzer-Division.

## Déroulement de la bataille

### Combats pour le contrôle de Dinant
Le 12 mai, devant la menace que constitue l'arrivée imminente des Allemands du XV. Armee-Korps, le pont qui traverse la Meuse en face de la Collégiale Notre-Dame de Dinant est saboté peu après 16 h par des soldats du génie belges,. En effet, à la fin de la journée les Allemands de la 7e Panzerdivision d'Erwin Rommel arrivent sur la rive droite de la Meuse au niveau de Dinant.
Pendant les combats l'artillerie allemande tire notamment sur la citadelle de Dinant qui sera endommagée. La rive gauche de Dinant est défendue par le II/77e régiment d'infanterie (capitaine Fillaux) et une majeure partie du I/125e régiment d'infanterie (capitaine Cadieu).
Le quartier nord de la ville, Leffe, est pris dès le 12 mai en fin de journée par les Allemands de la 7e Panzerdivision. Aussi les Allemands qui veulent dès le lendemain franchir la Meuse à Leffe en direction de Bouvignes, fleuve sur lequel repose une partie de la ligne principale de résistance française prévue par le généralissime Maurice Gamelin, devront le faire à l'aide de canots pneumatiques. Parallèlement, la division fera traverser une autre de ses unités (le Schützen-Regiment 6) plus au nord, au sud de l'Île de Houx (où la 5e Panzerdivision traverse déjà).
Ce sont les Allemands du Schützen-Regiment 7 de Georg von Bismarck qui commencent à partir de 3 h 30 le 13 mai à bord d'embarcations de fortune la traversée vers Bouvignes, sous une légère brume, mais les Français du I/66e régiment d'infanterie établis sur l'autre rive tirent et obligent les Allemands qui sont parvenus à traverser à rester protégé derrière le remblai de la voie ferrée, tout en empêchant toute nouvelle traversée ; plus au nord la traversée du Schützen-Regiment 6 est au même point mort, « les pertes [allemandes], blessés ou morts, sont considérables ». Le château de Crèvecœur dominant Bouvignes, utilisé comme poste d'observation par l'artillerie française, est attaqué. Aidée par la brume matinale, une compagnie parvient à atteindre le château avant d'être accueillie par des tirs de mitrailleuses tirant depuis la ville et des casemates implantées sur les hauteurs du château. Les tirs des Panzer, « une pluie d'acier », ne parviennent pas à faire cesser ceux des Français, aussi Rommel et son supérieur, Hermann Hoth, prennent des mesures dans le but d'améliorer la situation : Rommel fait mettre le feu aux maisons de Leffe pour que la fumée masque les opérations mais seuls deux bataillons sont disponibles. Le soutien aérien de la Luftwaffe, déjà appelée à Sedan est indisponible. Des chars plus puissants (Panzer III et Panzer IV) arrivent en renfort avec une batterie d'obusier 10,5 cm leH18 de la I./Artillerie-Regiment 78. Leurs tirs nourris calment l'intensité du feu des défenseurs, la traversée des Allemands reprend et le village de Bouvignes tombe aux mains des Allemands dans la matinée. 
Les deux premières voitures blindées allemandes, envoyées en éclaireur dans Dinant, trouvent une ville déserte, la population se souvenant de l'invasion sanglante de 1914.

### Dans le secteur de Houx et Yvoir

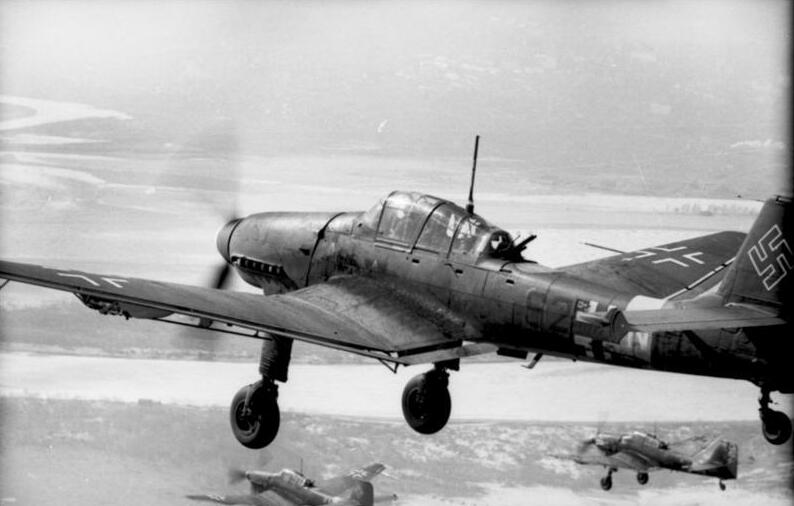
Junkers Ju 87 similaire à ceux employés par la Luftwaffe le 12 mai lors de la bataille.

C'est à Houx et à Yvoir le dimanche 12 mai en fin d'après-midi, que les Allemands de la Voraus-Abteilung Werner, avant-garde de la 5e Panzerdivision (Max von Hartlieb-Walsporn) mais temporairement sous contrôle de la 7e Panzerdivision (Erwin Rommel), atteignirent la Meuse, étant donc la première unité parmi celles engagées dans les Ardennes à atteindre le fleuve. Les Allemands se présentent ainsi à 16 h 30 devant le pont rail de Houx qui venait d'être détruit à 14 h 45 par le génie belge (31e bataillon du génie), ses superstructures métalliques émergeant encore de l'eau sont défendues par un détachement du 5e régiment de chasseurs ardennais s'appuyant sur un petit bunker, mais un tir allemand au but sur celui-ci pousse les défenseurs à se replier, laissant un mort dans le bunker.
Les Allemands repèrent rapidement un autre moyen de franchir le fleuve : l'écluse no 4 entre l'Île de Houx et la rive gauche, tandis qu'un barrage avec une passerelle permet le passage entre l'île et la rive droite où ils se trouvent. Le barrage n'a pas été détruit pour ne pas faire baisser le cours de la Meuse en amont où son intérêt défensif serait diminué. Théoriquement le barrage doit être tenu sous le feu du II/39e régiment d'infanterie (II/39e RI, commandant Cadennes) en liaison avec le III/129e régiment d'infanterie (III/129e RI, commandant Migaud) situé au nord. Mais la progression allemande à travers les Ardennes a été si rapide que les Français ne sont pas encore totalement en place. La 6e compagnie du 39e RI qui doit occuper la rive face à l'Île de Houx ne peut ainsi s'installer à cause des tirs allemands que dans la nuit mais à des « emplacements défectueux » au lieu de ceux prévus, laissant 1 200 m de rive non occupés devant l'île. La défense du lieu est par ailleurs peu propice à cause du remblai de la voie ferrée qui longe la Meuse.
Cette mise en place s'effectue trop tard puisque les Allemands du Schützen-Regiment 13 (infanterie de la 5. Panzerdivision) ont déjà franchi la passerelle et s'établissent sur la rive gauche. À 22 h 30 un tir d'artillerie française s'abat en riposte sur la rive droite, mais les Allemands continuent leur traversée, sous le feu de la 5e compagnie du II/39e RI dont l'efficacité est diminuée par les fumigènes allemands. À l'aube du 13 mai, après l'échec d'une traversée en canots pneumatiques au sud d'Yvoir, von Hartlieb concentre ses forces sur le passage réussi par l'île de Houx, les fantassins allemands s'infiltrent dans les positions françaises, la 6e compagnie est submergée et éliminée, les Allemands occupent le bois du Curé et celui de Grange. Le II/39e RI, dont le flanc est désormais découvert, est « entraîné par le flot des fuyards » provenant de l'unité voisine (III/129e RI) qui ont été surpris à revers par les Allemands « provoquant une sorte de panique ». Ils « refluent en désordre […] Certains n'ont ni arme, ni munitions et paraissent perdus, terrifiés. ». Quelques éléments du II/39e RI qui « a disparu » et du III/129e RI se replient sur Hontoir où se situe le poste de commandement du 66e RI, . Le III/129e RI est quant à lui attaqué sur son flanc par le Schützen-Regiment 13 qui pousse vers Anhée. 
Les Allemands ont ainsi établi une tête de pont sur la Meuse mais celle-ci reste fragile, étant continuellement soumis aux tirs de l'artillerie française depuis Onhaye, nécessitant l'intervention des Stuka, tandis que les chars de la 5. Panzer-Division, encore pris dans les itinéraires encombrés des Ardennes sont en retard et ne disposeront pas immédiatement des moyens de traverser la Meuse, alors affectés à la 7e Panzerdivision qui traverse à Dinant.
Le 13 mai, au sud d'Yvoir, à 4 h 30 du matin, les Allemands du II./Schützen-Regiment 13 (de la 5. Panzer-Division) essayent de traverser la Meuse sur des canots pneumatiques. Les mitrailleuses françaises réagissent et coulent les canots, avec leurs occupants qui sont trop lourdement équipés. Voyant qu'elle tourne à l'échec, Von Hartlieb annule l'opération ; ses troupes ont en effet obtenu plus de succès à Houx où elles ont établi une tête de pont.

### Haut-le-Wastia

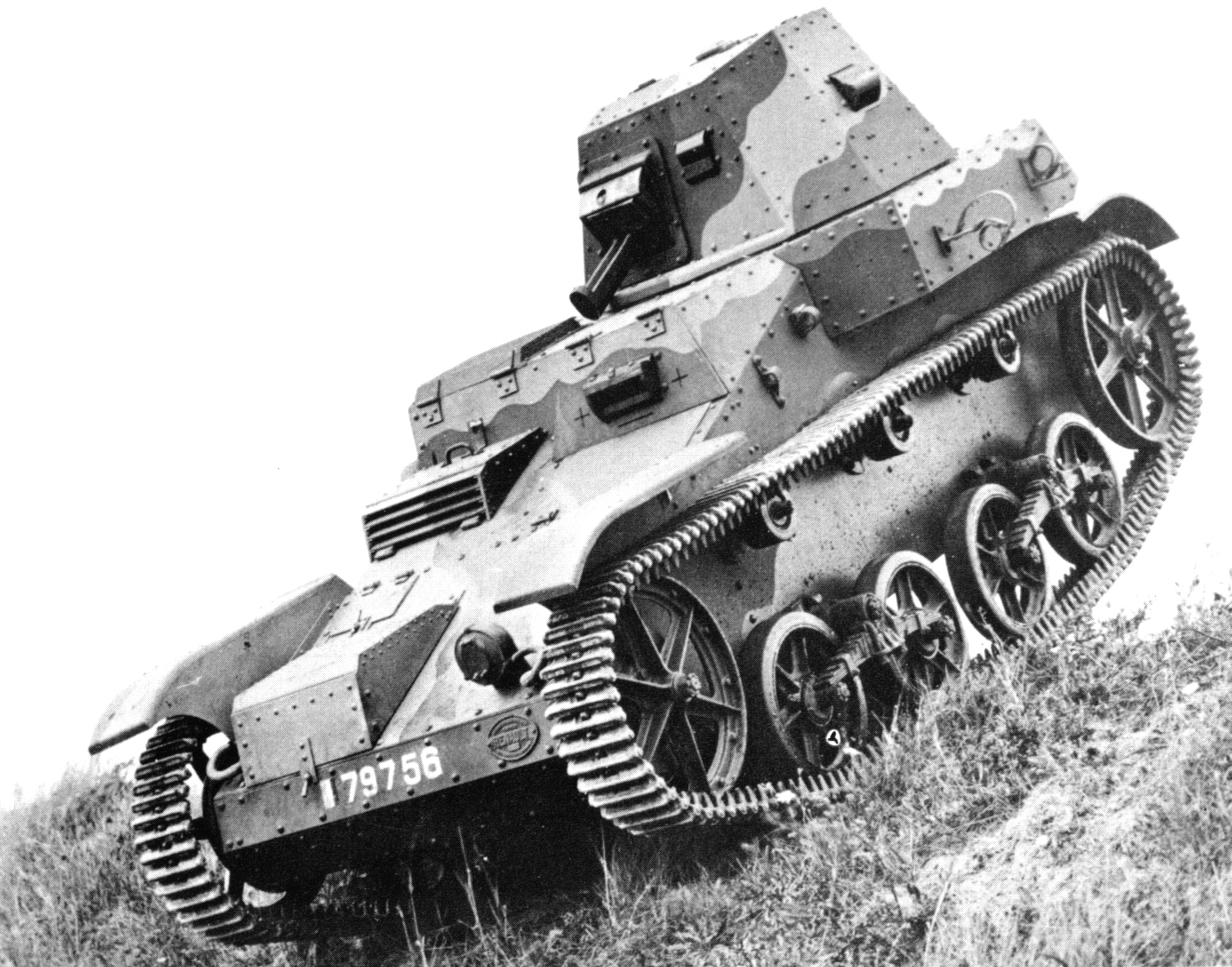
Automitrailleuse française AMR 33 (ici un prototype à l'essai en 1932).

Le 13 mai, les Allemands du Schützen-Regiment 13 de l’Oberst Vollrath Lübbe (infanterie de la 5e Panzerdivision de Max von Hartlieb-Walsporn) qui viennent de passer la Meuse en force le matin à Houx, s'emparent de Haut-le-Wastia vers le milieu de journée. Le II/129e régiment d'infanterie français (II/129e RI du chef de bataillon Marescot de Thilleul), gardé en réserve à Bioul, a reçu la mission de se rendre sur Haut-le-Wastia dont le commandement ignore encore la perte, dans le but de mener une contre-attaque sur Anhée. Pris sous les attaques aériennes, ayant perdu une partie de son matériel lourd, le II/129e RI tente de reprendre le Haut-le-Wastia, sa 6e compagnie est stoppée par les mitrailleuses allemandes et finit par se replier au soir vers le ravin de la Bayère, sa 5e compagnie parvient à entrer dans le village où elle ne peut plus progresser, puis évacue également. Les Français ne renoncent néanmoins pas à reprendre Haut-le-Wastia, et il est prévu que le II/14e régiment de dragons portés attaque le lendemain à l'aube.
Le 14 à 5 h 30, les dragons français passent ainsi à l'attaque contre Haut-le-Wastia tenu par les fusiliers Allemands du Schützen-Regiment 14 du Major Stegmann. Les Français engagent notamment plusieurs automitrailleuses (deux AMR 33 et deux AMC Schneider P 16) qui investissent le village par le nord, guidés par le commandant Longueau de Saint Michel qui se déplace à pied au milieu des tirs. Le II/129e RI devait également attaquer simultanément le sud du village mais n'y parvient pas, ce qui engendre des difficultés aux dragons qui investissent le centre du village mais la résistance allemande est finalement vaincue avec l'aide des automitrailleuses. À 7 h, Haut-le-Wastia est ainsi repris par les Français, qui ont perdu plusieurs tués dont un lieutenant (Cherière), 150 Allemands ont été tués et 47 autres sont prisonniers,,. Informé de l'attaque française, von Hartlieb déclenche un tir d'artillerie dévastateur sur le village tuant des Allemands qui s'y trouvent encore, puis ordonne à ses troupes de le reprendre. À 9 h, les Français reçoivent l'ordre de se replier derrière la Molignée à cause de la situation générale, qui est confuse dans les bois aux sud du village. À 11 h, il ne reste plus qu'une compagnie (capitaine Fockedey) du II/129e RI dans le village, elle n'a pas encore reçu l'ordre de se replier faute de liaison.
Cet ordre finit par atteindre Fockedey qui replie alors progressivement sa compagnie, prévoyant qu'il quitte lui-même le plus tard sa position. Avant qu'il ne puisse le faire, les Allemands de la 5. Panzer-Division repassent à l'attaque, cette fois avec des chars (du Panzer-Regiment 31), qui tuent le capitaine Fockedey et plusieurs de ses hommes, reprenant ainsi Haut-le-Wastia.
Les villageois ont, de leur propre initiative, élevé un monument à la bravoure des soldats français et de leurs chefs, tués au combat.

Situation générale le 14 mai 1940 au soir des 1re, 9e, et 2e armées françaises attaquées par les corps blindés allemands, avec le mouvement de la 1re DCR pour réduire la tête de pont établie par Hoth.

### Anhée et Anthée
Le 13 mai, Anhée est attaquée par les Allemands de la 5e Panzerdivision qui viennent de franchir la Meuse en amont, au niveau de l'île de Houx, les Français du III/129e régiment d'infanterie (III/129e RI, du chef de bataillon Migaud), dont le dispositif est face au fleuve au niveau d'Anhée, sont alors pris sur leur flanc. Le village est tenu par sa 10e compagnie mais, malgré leurs pertes, les Allemands sont de plus en plus nombreux, la compagnie est prise à revers et le bataillon est « quasiment anéanti », Anhée est prise par les Allemands qui ne peuvent toutefois plus progresser plus vers le nord, où le I/129e RI, qui défendait également le fleuve parvient à réorienter son dispositif vers le sud, face aux Allemands.
Le 14 mai, Anthée est attaqué par les Allemands de la 7. Panzer-Division d'Erwin Rommel et défendu par le 23e régiment de tirailleurs algériens du colonel Magnin et des éléments de la 1re division légère de cavalerie dont son chef, le général d'Arras au château d'Anthée. 47 défenseurs trouvent la mort mais l'attaque allemande est enrayée. À 18h, la localité tombe finalement aux mains des Allemands.

## Conséquences
Bien que l'Armée française ait défendu héroïquement Dinant, les Allemands sont en mesure d'établir une tête de pont sur la rive gauche de la Meuse, conjointement avec la prise de Sedan. Les armées françaises en Belgique sont menacées d'encerclement, coupées de la France. 
La Wehrmacht progresse en direction de Flavion, Gembloux et de Philippeville. Les villes de Rosée-Florennes-Beaumont sont le théâtre de combats entre les blindés français du 1er BCC et les panzers allemands de la 7e Panzerdivision. Plusieurs chars B1 sont abandonnés dans Beaumont en ruines qui est occupée le 18 mai.
Le plan Dyle qui prévoyait de livrer la bataille décisive qui aurait dû stopper l'invasion allemande ne sera jamais mis en œuvre. Après avoir obtenu la reddition des Néerlandais le 15 mai 1940, les Alliés reculent sur tous les fronts, hormis quelques succès tels qu'à Arras, Abbeville et à Stonne qui permettent de retarder la Blitzkrieg allemande de quelques jours. Après la défaite à la bataille de la Lys, la Belgique capitule le 28 mai. Les Britanniques rembarquent précipitamment à Dunkerque tandis que l'armistice est signé entre la France et l'Allemagne le 22 juin 1940.
Dinant est occupée pendant quatre ans, avant sa libération qui se déroulera en septembre 1944, à nouveau bombardée et en partie incendiée, dans le cadre de la libération de la Belgique et des Pays-Bas. Le pont de Dinant, reconstruit et rouvert à la circulation civile à partir de septembre 1940, est détruit à nouveau par les Allemands lors de la progression des Américains. La ville est surnommée le « Colorado belge » par les Américains du fait de son terrain vallonné. Deux nouveaux ponts flottants provisoires seront construits par le génie américain, achevés en décembre 1944, alors que Dinant est de peu la proie d'une troisième bataille en raison de la contre-attaque des Ardennes de Gerd von Rundstedt qui parvient à atteindre le village de Celles, une patrouille allemande ayant revêtu des uniformes américains, résultant en la destruction totale de la 2e Panzerdivision du lieutenant-général von Lauchert par la 29e brigade blindée britannique et la 2e division blindée américaine.